# József Deme
József Deme (Szolnok, 11 de diciembre de 1951) es un deportista húngaro que compitió en piragüismo en la modalidad de aguas tranquilas.
Participó en tres Juegos Olímpicos de Verano entre los años 1972 y 1980, obteniendo una medalla de plata en la edición de Múnich 1972 en la prueba de K2 1000 m. Ganó siete medallas en el Campeonato Mundial de Piragüismo entre los años 1973 y 1975.

## Palmarés internacional
| Juegos Olímpicos   | Juegos Olímpicos          | Juegos Olímpicos  | Juegos Olímpicos |
| Año                | Lugar                     | Medalla           | Evento           |
| ------------------ | ------------------------- | ----------------- | ---------------- |
| 1972               | Múnich (RFA)              | Medalla de plata  | K2 1000 m        |
| Campeonato Mundial |                           |                   |                  |
| Año                | Lugar                     | Medalla           | Evento           |
| 1973               | Tampere (Finlandia)       | Medalla de plata  | K2 500 m         |
| 1973               | Tampere (Finlandia)       | Medalla de oro    | K2 1000 m        |
| 1973               | Tampere (Finlandia)       | Medalla de oro    | K4 1000 m        |
| 1974               | Ciudad de México (México) | Medalla de plata  | K2 500 m         |
| 1974               | Ciudad de México (México) | Medalla de bronce | K4 1000 m        |
| 1975               | Belgrado (Yugoslavia)     | Medalla de bronce | K2 1000 m        |
| 1975               | Belgrado (Yugoslavia)     | Medalla de bronce | K4 1000 m        |